# Queima de noiva
Queima de noiva é uma forma de assassinato por tortura praticada em países situados no ou ao redor do subcontinente indiano. Uma forma de morte por dote, a queima de noiva ocorre quando uma mulher é assassinada pelo seu marido ou por sua família, em razão da recusa de seus familiares em pagar um dote adicional. A esposa é tipicamente embebida com querosene, gasolina ou outro líquido inflamável e incendiada, resultando em morte por queimadura. O querosene é frequentemente utilizado como combustível para pequenos fogões a gasolina, alguns dos quais são perigosos, o que possibilita alegar que o crime foi um acidente. É mais comum na Índia e tem sido um grande problema lá desde, pelo menos, 1993.
A queima de noiva tem sido reconhecida como um problema importante na Índia, sendo responsável por cerca de 2.500 mortes por ano no país. Em 1995, a revista Time informou que as mortes por dote na Índia aumentaram de cerca de 400 por ano no início dos anos 1980 para aproximadamente 5.800 por ano em meados dos anos 1990. Um ano depois, a CNN publicou uma matéria afirmando que a polícia recebe mais de 2.500 denúncias de queima de noiva a cada ano. De acordo com o Bureau Nacional de Registros Criminais da Índia, houve 1.948 condenações e 3.876 absolvições em casos de morte por dote em 2008.

## História

### Mortes por dote
A morte por dote é o falecimento de uma jovem em países do Sul da Ásia, principalmente na Índia, que é assassinada ou levada ao suicídio pelo seu marido. Isso resulta do marido ou de sua família, que tentam continuamente extrair mais dote da noiva ou de seus familiares. A queima de noiva é apenas uma das formas de morte por dote; lançamento de ácido, envenenamento e outras formas de violência fatal também ocorrem. Como o dote normalmente depende da classe ou do status socioeconômico, as mulheres frequentemente sofrem a pressão relacionada ao dote por parte do futuro marido ou de seus parentes.

### Origens da queima de noiva
Existem, pelo menos, quatro perspectivas sobre por que a queima de noiva surgiu e como sua existência se manteve nas nações do Sul da Ásia, conforme detalhado por Avnita Lakhani em seu relatório sobre a queima de noiva intitulado "O Elefante na Sala Está Fora de Controle". Essas teorias descrevem práticas que contribuíram para o aumento do dote como um todo, contribuindo, assim, de forma definitiva para a queima de noiva.
Uma das teorias com forte fundamentação cultural sugere que, em uma sociedade altamente patriarcal como a Índia, o papel da mulher é definido antes mesmo de seu nascimento, o que, em última análise, a coloca em posição inferior à dos homens. Por ser vista como um fardo e uma "boca extra para alimentar", seu status como passivo econômico promove a ideia de que os homens, considerados ativos físicos, podem tratar as mulheres como subordinadas. Uma vez casada, a mulher fica sujeita à vontade do marido, pois "a sociedade exige obediência ao marido".
Outra teoria afirma que o consumismo fez com que países como a Índia se tornassem gananciosos. Por conta disso, o dote é utilizado como meio de alcançar um status socioeconômico mais elevado. À medida que esse status é continuamente conquistado, a exigência pelo dote nupcial aumenta para que se continue subindo na hierarquia social.
Lakhani também sugere que, historicamente, o sistema de dote pode ter sido concebido como uma forma de distinguir a cultura muçulmana da hindu, criando uma divisão ainda maior entre as castas. Um dote mais elevado indicaria um status superior e distinção em relação ao Islã, proporcionando, assim, um incentivo para exigir um dote maior. Por fim, alguns estudiosos argumentam que a prática do dote surgiu do domínio britânico e de sua influência na Índia para distinguir "diferentes formas de casamento" entre as castas. Quando o sistema de dote foi estabelecido entre as castas superiores, o governo britânico procurou reforçá-lo nas castas inferiores como meio de erradicar seus casamentos mais ritualizados. Essas formas de união foram desacreditadas até que apenas os sistemas matrimoniais das castas superiores fossem reconhecidos.

## No Sul da Ásia
De acordo com uma estimativa de 2011, entre 4.000 e 25.000 mortes por queima de noiva ocorrem a cada ano na Índia, Paquistão e Bangladesh.

### Na Índia

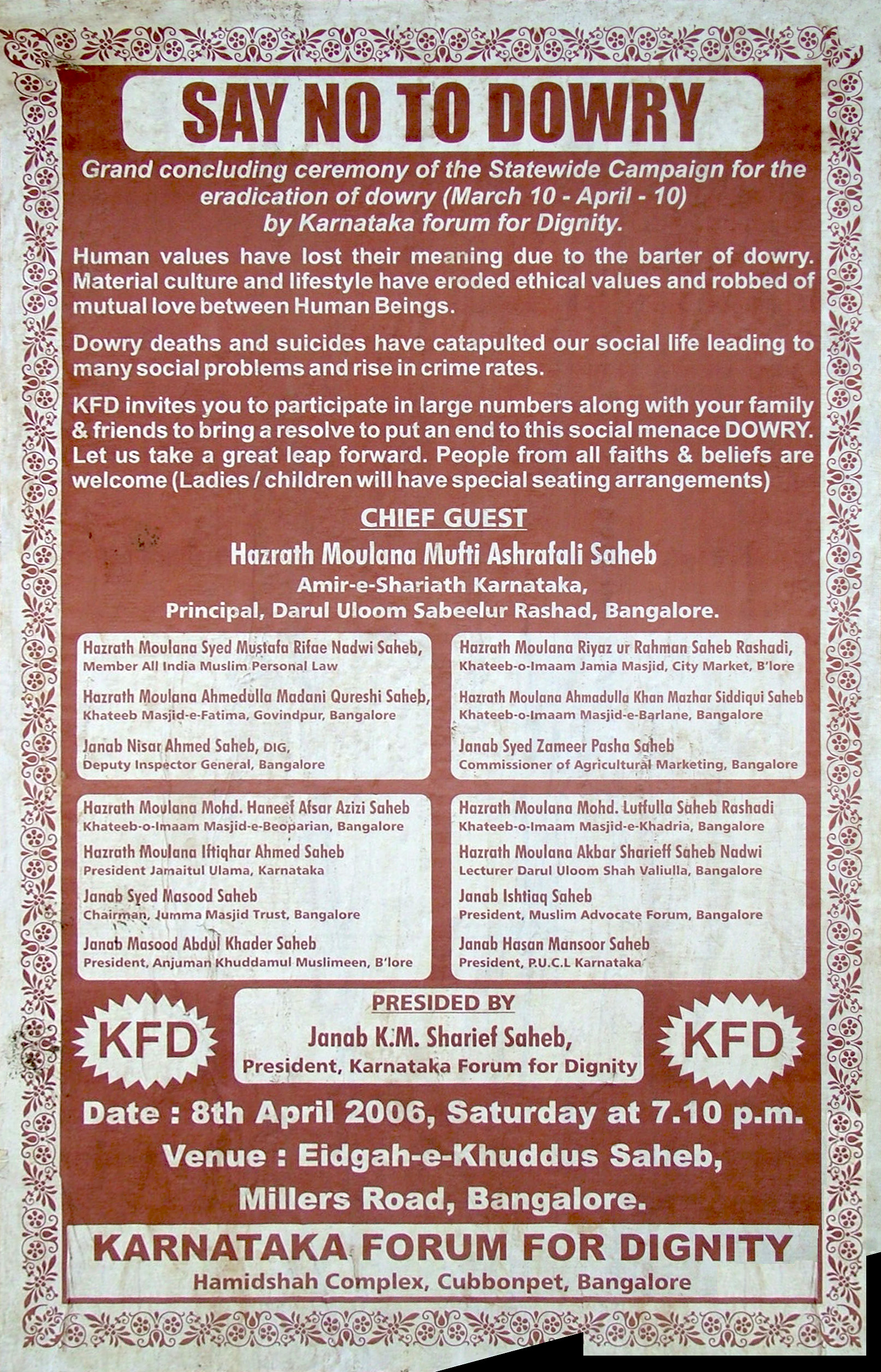
Pôster de uma organização muçulmana Karnataka Forum for Dignity contra o sistema de dote em Bangalore, Índia

Ashley K. Jutla e David Heimbach descrevem a queima de noiva afirmando que "o marido e/ou os sogros determinaram que o dote, um presente dado pelos pais da filha ao marido, era inadequado e, por isso, tentam assassinar a nova noiva para tornar o marido disponível para um novo casamento ou para punir a noiva e sua família." Na Índia, o tamanho do dote reflete a riqueza. O autor indiano Rajesh Talwar escreveu uma peça sobre as mortes por dote intitulada A Noiva que Não Queimaria.
Em 1961, o governo da Índia aprovou a Lei de Proibição do Dote, tornando ilegais as exigências de dote em arranjos matrimoniais.
Em 1986, o Parlamento indiano incluiu as mortes por dote como um novo crime de violência doméstica. De acordo com a nova seção 304-B do Código Penal Indiano, quando uma noiva "dentro de 7 anos de seu casamento é morta e se demonstra que, pouco antes de sua morte, ela foi submetida à crueldade ou assédio por parte do marido, de algum parente deste ou em conexão com qualquer exigência de dote, tal morte será denominada 'morte por dote' e tal marido ou parente será considerado responsável por sua morte." Os infratores podem ser condenados a qualquer período, desde um mínimo de sete anos de prisão até o máximo de prisão perpétua. Muitos casos de violência doméstica, suicídios e assassinatos relacionados ao dote foram registrados. Um relatório de 1997 afirmava que pelo menos 5.000 mulheres morrem a cada ano devido às mortes por dote e que, diariamente, pelo menos uma dúzia morre em "incêndios de cozinha" considerados intencionais. Cerca de 30% das mortes por dote denunciadas resultam em condenações nos tribunais.

### No Paquistão
No Paquistão, a Associação Progressista das Mulheres afirma que 300 mulheres são queimadas até a morte a cada ano pelas famílias de seus maridos e que os incidentes de queima de noiva, por vezes, são disfarçados como acidentes, como um "fogão que explode". De acordo com essa associação, médicos afirmam que as vítimas desses acidentes apresentam lesões inconsistentes com queimaduras de fogão. Segundo um relatório da Anistia Internacional, em 1999, embora 1.600 incidentes de queima de noiva tenham sido registrados, apenas 60 foram processados e, dentre estes, somente dois resultaram em condenações.
No Paquistão, mulheres – incluindo Shahnaz Bukhari – têm lutado por uma legislação protetora contra essa prática, pela criação de abrigos para mulheres e por hospitais com enfermarias especializadas em queimaduras. A Anistia Internacional afirmou que a pressão interna, bem como a de grupos internacionais de direitos humanos, pode estar aumentando o nível de conscientização dentro do governo paquistanês. A BBC estimou que aproximadamente 300 noivas paquistanesas foram queimadas até a morte em 1999.
Em 1988, uma pesquisa demonstrou que 800 mulheres foram mortas dessa forma; em 1989, o número subiu para 1.100, e, em 1990, ficou em 1.800 mortes estimadas. Jornais de Lahore, num período de seis meses (1997), relataram, em média, 15 ataques por mês. De acordo com uma estimativa da Human Development in South Asia, há, em média, 16 casos de queima de noiva por mês. O Women's eNews reportou que 4.000 mulheres foram atacadas dessa forma nos arredores de Islamabad ao longo de um período de oito anos e que a faixa etária média das vítimas situa-se entre 18 e 35 anos, com cerca de 30% estando grávidas no momento da morte. Shahnaz Bukhari afirmou sobre tais ataques:
Ou o Paquistão abriga fogões possuídos que queimam apenas donas de casa jovens, e têm uma predileção especial por genitais, ou, ao se observar a frequência com que esses incidentes ocorrem, há um padrão sombrio de que essas mulheres são vítimas de assassinato deliberado.
 De acordo com a Associação Progressista das Mulheres, tais ataques são um problema crescente e, em 1994, no Dia Internacional da Mulher, foi anunciado que diversas ONGs se uniriam para aumentar a conscientização sobre a questão. Uma mulher é morta a cada hora no Paquistão como forma de violência doméstica – uma prática conhecida como queima de noiva, uma categoria de morte por dote – resultando, possivelmente, em uma das mortes mais horríveis, sendo queimada viva.

### Em outros países
Ocasionalmente, a queima de noiva ocorre entre comunidades de imigrantes indianos, paquistaneses e bangladeshianos que se estabeleceram em outras partes do mundo, como nos Estados Unidos.

#### Nos Estados Unidos
Aleyamma Mathew era uma enfermeira registrada em um hospital em Carrollton, Texas, que morreu em decorrência de ferimentos por queimaduras em 5 de abril de 1992. Ela e seu marido, Mathew Varughese, haviam imigrado da Índia duas décadas antes e tinham três filhas nos Estados Unidos. O casal vinha enfrentando problemas conjugais desde o final dos anos 1980, que culminaram em uma briga que levou à morte de Aleyamma. Ela foi encontrada por seus filhos, embebida em gasolina e coberta de chamas, vindo a falecer logo depois.
Artigos breves foram publicados no The Dallas Morning News e no The Atlanta Journal-Constitution após o incidente, enquanto o Dallas Observer publicou um artigo detalhado de nove páginas cobrindo a morte de Aleyamma. O artigo enfrentou críticas por retratar países não ocidentais como atrasados ou inadequados: "Espancada pelo seu marido, Aleyamma Mathew permaneceu fiel à sua cultura. No final, ela se tornou vítima dela."

## Combate à queima de noiva
Existem iniciativas governamentais atuais para criminalizar a queima de noiva e organizações de base que atuam no combate a essa prática, além de leis internacionais que lutam contra violações dos direitos humanos. Finalmente, há muitas iniciativas propostas para acabar com a queima de noiva em âmbito global.

### Esforços governamentais
Em 1961, a Índia promulgou a Lei de Proibição do Dote para pôr fim aos assassinatos por dote. Essa lei foi emendada no início dos anos 1980 para "corrigir várias fragilidades e brechas inerentes" de modo a tipificar como crime o fato de o marido ou seus parentes causarem a morte de uma mulher por queimaduras, lesões corporais ou circunstâncias anormais dentro de sete anos do casamento, havendo evidência de que ela sofreu crueldade e assédio em conexão com o dote. Todavia, essa lei não fornece uma definição abrangente de dote, o que pode alterar a forma como ele é exigido e fornecido. Em última análise, isso conferiu aos perpetradores maior flexibilidade na apreciação dos casos de morte por dote. A cláusula dos sete anos é igualmente problemática, pois simplesmente permitia que os maridos esperassem até o término desse período para queimar ou de outra forma causar a morte de sua noiva.
Outra lei importante na Índia, o "Estatuto Anti-Crueldade" de 1983, proíbe a crueldade contra a esposa e sujeita o marido e/ou os sogros a multas ou prisão se infligirem crueldade à mulher. No entanto, essa lei também é ambígua, o que resulta em aplicação inadequada no combate à queima de noiva e aos assassinatos por dote.
O Artigo 1 da Declaração Universal dos Direitos Humanos declara: "Todos os seres humanos nascem livres e iguais em dignidade e direitos. São dotados de razão e consciência e devem agir uns para com os outros em um espírito de fraternidade". O Artigo 5 proclama: "Ninguém será submetido à tortura ou a tratamento ou punição cruel, desumano ou degradante".

### Esforços não governamentais

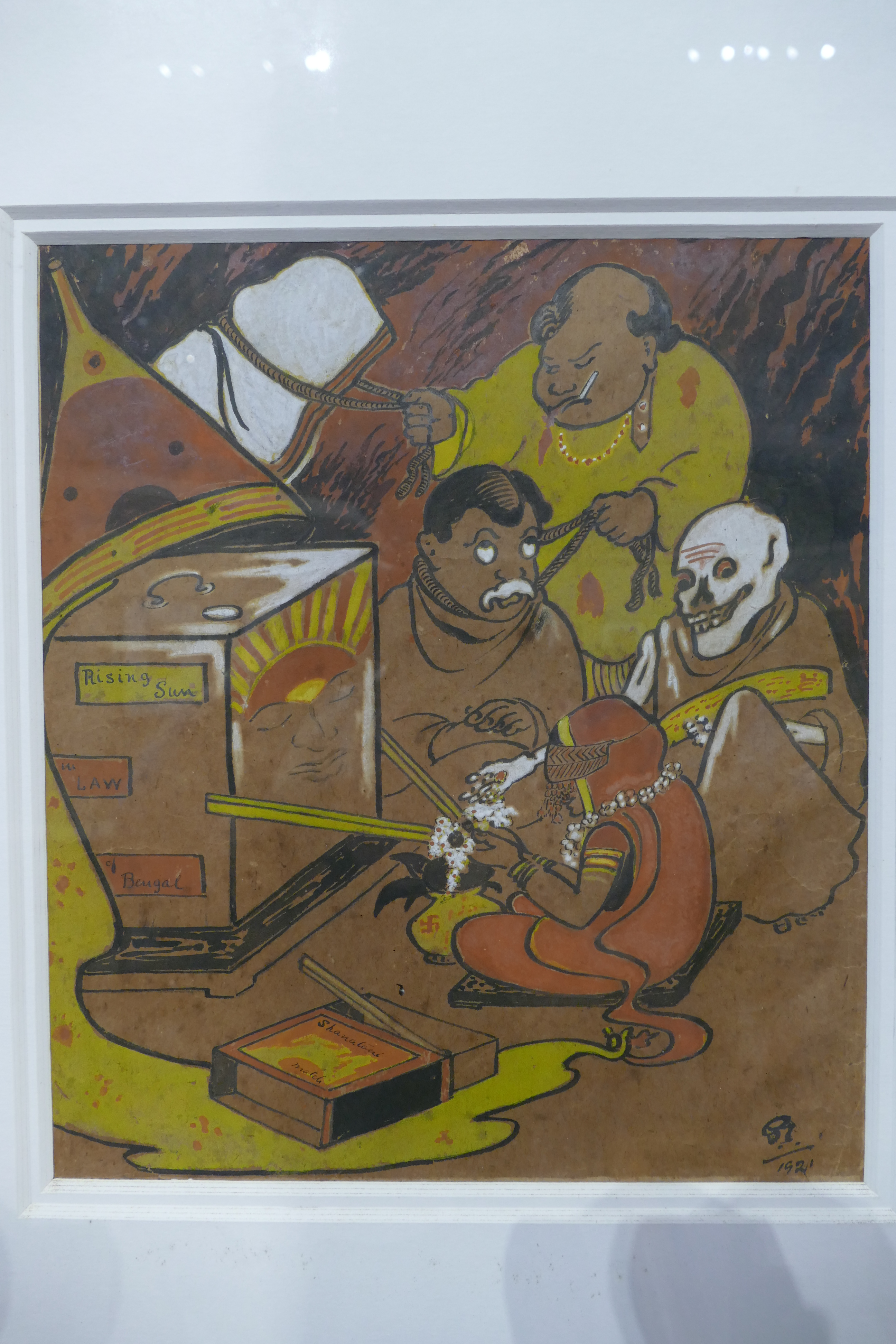
Genro em Ascensão de Bengala, pintura de Gaganendranath Tagore (falecido em 1938).

Na Índia, onde a maioria dos casos de queima de noiva é registrada, a legislação doméstica é geralmente aplicada de forma inadequada. Por conta disso, organizações de base "assumiram a causa de deter a queima de noiva". Um exemplo disso são as células de centros de aconselhamento familiar financiadas pelo governo, cujo objetivo é fortalecer os laços familiares e reduzir a intervenção legal. Contudo, muitas vezes tais células apenas reforçam o estereótipo de "línguas afiadas das mulheres" e do poder dos homens de "bater e espancar". Outras ONGs de orientação semelhante foram criadas para resolver essas questões com consequências similares.

### Esforços potenciais
Iniciativas alternativas concentram-se, primordialmente, na reforma das leis atuais, falhas e ineficazes. Uma proposta defende a expansão da proteção às mulheres sob a lei internacional de refúgio, a fim de conceder asilo a vítimas de discriminação de gênero ou genocídio de gênero. Uma maneira de se alcançar isso seria incluir as mulheres na definição de "grupo social perseguido", permitindo que, por serem de um determinado gênero, busquem asilo internacional sob o temor de perseguição relacionada ao dote em âmbito global.
Em abril de 1984, o Parlamento Europeu apresentou uma proposta que "protegeria as mulheres da perseguição com base no gênero" por meio da reforma das leis internacionais de refúgio. Entretanto, a proposta foi rejeitada.
Outra solução é aumentar o interesse econômico pelas mulheres estabelecendo seus direitos de propriedade. Mesmo casada, a noiva não detém direitos sobre os bens do marido enquanto ele estiver vivo. Concedendo às mulheres o direito de possuir propriedade, estas não precisarão se casar por razões econômicas ou legais, afastando, assim, a prática do dote.

## Leituras adicionais
- Garg, A.S. (1990). Queima de noiva: crime contra as mulheres. Nova Déli, Índia: Sandeep Publication, Rohtak: Comercializado pela Bright Law House. OCLC 24784662
- Umar, Mohd (1998). Queima de noiva na Índia: um estudo sociológico e jurídico. Nova Déli, Índia: APH Publishing. ISBN 9788170249221
- Menski, Werner (1998). Sul-Asiáticos e o problema do dote. Col: Série de Estudos sobre Minorias Étnicas (GEMS). Stoke-on-Trent: Trentham Books and School of Oriental & African Studies. ISBN 9781858561417
- Ravikant, Namratha S. (2000). «Mortes por dote: propondo um padrão para a implementação da legislação doméstica em conformidade com as obrigações dos direitos humanos». Michigan Journal of Gender, Social Policy and the Law. 6 (2): 449–498
- Lakhani, Avnita (2005). «Queima de noiva: o "elefante na sala" está fora de controle». Pepperdine Dispute Resolution Law Journal. 5 (2): 249–298 Pdf.
- Bhave, Sunil (março de 2007). «Dissuadindo mortes por dote na Índia: aplicando o direito de responsabilidade civil para reverter os incentivos econômicos que alimentam o mercado de dote». Suffolk University Law Review. 40 (2): 291–314 Lexis Nexis. Suffolk University Law Review.
- Anderson, Siwan (outono de 2007). «A economia do dote e do preço da noiva». Journal of Economic Perspectives. 21 (4): 151–174. doi:10.1257/jep.21.4.151 Pdf. Arquivado em 2014-11-13 no Wayback Machine
- Uma vítima de queima de noiva no Nepal diz que suas conselheiras a estão ajudando a se curar e a olhar para o futuro
- Peck, Michael D. (Agosto de 2012). «Epidemiologia das queimaduras ao redor do mundo. Parte II: Queimaduras intencionais em adultos». Burns. 38 (5): 630–637. PMID 22325849. doi:10.1016/j.burns.2011.12.028